# V8 Supercars
De V8 Supercars is een tourwagen-raceklasse in Australië. Het eerste seizoen werd gehouden in 1997. Er zijn 14 evenementen in een seizoen, verdeeld over 32 races. De beste presterende over de races in het evenement pakt de punten voor het kampioenschap. Twee races, de Bathurst 1000 en de Sandown 500, zijn enduranceraces, waarin slechts één race over respectievelijk 1000 en 500 km wordt verreden. V8 Supercars zijn auto's die gebaseerd zijn op een gewone auto zoals een Holden Commodore.

## De auto

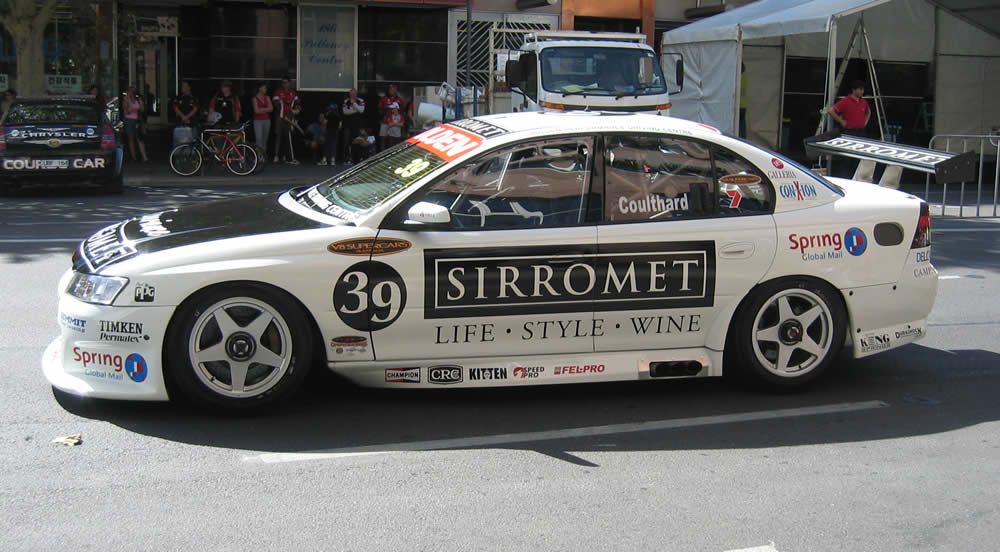
De auto van team Sirromet.

De auto's lijken erg op productie-auto's. De carrosserie is hetzelfde, alleen dan van koolstofvezel. De auto is voorzien van een rolkooi. De motor is of een Ford Windsor V8 of een Chevrolet Aurora V8-motor. De motor heeft een vermogen tussen de 620pk en de 650pk. De auto's rijden op Dunlopbanden. De auto weegt 1355kg zonder coureur. In 2014 werden de Holden Commodore en de Ford Falcon vervangen met hun gefacelifte modellen: De nieuwere Commodore VF en de Falcon FG X. Ook maakten de Nissan Altima, de Mercedes-Benz E63 AMG en de Volvo S60 Polestar hun debuut.

## Racekalender
| Race | Evenement            | Circuit                           | Stad/staat                     | Datum        |
| ---- | -------------------- | --------------------------------- | ------------------------------ | ------------ |
| 1    | Clipsal 500 Adelaide | Adelaide Street Circuit           | Adelaide, South Australia      | 2 maart      |
| 2    | Clipsal 500 Adelaide | Adelaide Street Circuit           | Adelaide, South Australia      | 3 maart      |
| 3    | Tasmania 360         | Symmons Plains Raceway            | Launceston, Tasmanië           | 6 april      |
| 4    | Tasmania 360         | Symmons Plains Raceway            | Launceston, Tasmanië           | 7 april      |
| 5    | Tasmania 360         | Symmons Plains Raceway            | Launceston, Tasmanië           | 7 april      |
| 6    | ITM Auckland 400     | Pukekohe Park Raceway             | Pukekohe, Nieuw-Zeeland        | 13 april     |
| 7    | ITM Auckland 400     | Pukekohe Park Raceway             | Pukekohe, Nieuw-Zeeland        | 14 april     |
| 8    | Perth 360            | Barbagallo Raceway                | Perth, West-Australië          | 4 mei        |
| 9    | Perth 360            | Barbagallo Raceway                | Perth, West-Australië          | 5 mei        |
| 10   | Perth 360            | Barbagallo Raceway                | Perth, West-Australië          | 5 mei        |
| 11   | Texas 400            | Circuit of the Americas           | Austin, Texas, USA             | 18 mei       |
| 12   | Texas 400            | Circuit of the Americas           | Austin, Texas, USA             | 19 mei       |
| 13   | Skycity Triple Crown | Hidden Valley Raceway             | Darwin, Noordelijk Territorium | 15 juni      |
| 14   | Skycity Triple Crown | Hidden Valley Raceway             | Darwin, Noordelijk Territorium | 16 juni      |
| 15   | Skycity Triple Crown | Hidden Valley Raceway             | Darwin, Noordelijk Territorium | 16 juni      |
| 16   | Townsville 400       | Townsville Street Circuit         | Townsville, Queensland         | 6 juli       |
| 17   | Townsville 400       | Townsville Street Circuit         | Townsville, Queensland         | 7 juli       |
| 18   | Queensland 300       | Queensland Raceway                | Ipswich, Queensland            | 27 juli      |
| 19   | Queensland 300       | Queensland Raceway                | Ipswich, Queensland            | 28 juli      |
| 20   | Queensland 300       | Queensland Raceway                | Ipswich, Queensland            | 28 juli      |
| 21   | Winton 360           | Winton Motor Raceway              | Benalla, Victoria              | 24 augustus  |
| 22   | Winton 360           | Winton Motor Raceway              | Benalla, Victoria              | 25 augustus  |
| 23   | Winton 360           | Winton Motor Raceway              | Benalla, Victoria              | 25 augustus  |
| 24   | Sandown 500          | Sandown Raceway                   | Melbourne, Victoria            | 15 september |
| 25   | Bathurst 1000        | Mount Panorama Circuit            | Bathurst, New South Wales      | 13 oktober   |
| 26   | Gold Coast 600       | Surfers Paradise Street Circuit   | Surfers Paradise, Queensland   | 26 oktober   |
| 27   | Gold Coast 600       | Surfers Paradise Street Circuit   | Surfers Paradise, Queensland   | 27 oktober   |
| 28   | Phillip Island 400   | Phillip Island Grand Prix Circuit | Melbourne, Victoria            | 23 november  |
| 29   | Phillip Island 400   | Phillip Island Grand Prix Circuit | Melbourne, Victoria            | 24 november  |
| 30   | Phillip Island 400   | Phillip Island Grand Prix Circuit | Melbourne, Victoria            | 24 november  |
| 31   | Sydney 500           | Homebush Street Circuit           | Sydney, New South Wales        | 30 november  |
| 32   | Sydney 500           | Homebush Street Circuit           | Sydney, New South Wales        | 1 december   |

## Grote evenementen

### Bathurst 1000
De voor Australiërs "Great Race" is een endurancerace over 1000km (161 ronden). Hij wordt elk jaar gehouden op Mount Panorama Circuit in Bathurst, New South Wales. Winnaars van deze race krijgen de Peter Brock Trophy.

### Sandown 500
Dit is het kleine broertje van de Bathurst 1000. Deze race gaat over 500km (161 ronden). Het wordt verreden op de Sandown Raceway, dit circuit is half zo lang als die van de Bathurst 1000. Het circuit ligt in Melbourne, Victoria.

### Adelaide 500
Dit evenement bestaat uit twee races, beide 250km. De eerste race wordt op zaterdag gereden en de tweede op zondag. Het wordt gereden op het stratencircuit in hartje Adelaide. De winnaar wordt bepaald door het aantal punten uit twee races.